# Lost Memory
『Lost Memory』（ロストメモリー）は、Child-Dreamにより制作されたRPGツクール95製のロールプレイングゲーム。
1997年にリリースされ、2001年にはRPGツクール2000製のリメイク作品「21世紀版Lost Memory」がリリースされている。

## 内容
夢による追体験現象、幻のピアノの楽譜をめぐる長編RPG。

## バージョン

### Lost Memory（旧版）
RPGツクール95で制作されている。第一部はフリーウェア、第二部はシェアウェアとして頒布されていたが、2012年7月をもって第二部も無料化された。

### 21世紀版Lost Memory
RPGツクール2000製のリメイク版。プロローグと全九章により構成され、ほかにアナザールートも存在する。キャラクターの追加やシナリオの大幅な加筆が行われ旧版とはストーリー展開が大きく異なる。プロローグと大武道会編（第二章のカット版）のみがフリーウェアであり、残りはシェアウェアとして頒布されていたが、のちにメール登録等を条件として無償化されている。

#### ダイソー版ロストメモリー
プロローグと第一章、大武道会編(二章中盤まで)のみを収録した「ロールプレイングゲーム ロストメモリー」が100円ショップダイソー（大創産業）の「ザ・ゲームシリーズ」としてパッケージ販売されていた。

## 登場人物
基本的に21世紀版に基づいて解説する。

### 主要人物
クローヴィス
本作の主人公。20歳。辺境の世捨て人の村の出身。父・サミルの死後、遺品であるピアノ譜『Lost Memory』を手に村を出て、エルバール王国へ向かう。普段はマイペースで大人しいが、内面では強い意志を秘めている。物語序盤は色々な人物に護られるが、徐々に成長していく。剣技よりも風水術が得意。後に王国剣士となる。剣術流派はプレイヤーによる選択となる。
夢による追体験
クローヴィスは、幼いころから「他人の強い願いや記憶が自分の夢に投影される」という能力を持っていた。これは、彼が幼いころにかかった難病が原因らしい。この能力こそが物語を追う上での「鍵」となる。
カイン
クローヴィスの先輩の王国剣士。22歳。真面目で面倒見が良い兄貴分。王女・フロリアに敬慕と恋愛感情を持つ。蒼月流の剣士。エンディングパターン次第では、剣士団長となる。
蒼月流
自然との共振を重要視し、自然の力を技に利用する剣術流派。戦闘においてあらゆる面でバランスが取れており一般的。長剣を得意とする。
ウィロー
本作のヒロイン。ハース鉱山の統括者の娘で、カナの村出身。武道会の際、ハース鉱山の連絡不通を訴えるため城下に訪れた。戦闘舞踊の使い手だが、高位の治療術と少々風水術を使える。
アヤ
クローヴィスやカイン同様の王国剣士。淡白な性格で天真爛漫だが、根は繊細。男言葉で話す。シスカ港町出身で実は裕福な家庭に育ったが、剣士になった動機は不明。地元では有名で街の人々から可愛がられているが、本人は子供扱いを嫌がる。普段はザルツとコンビを組み、クローヴィスとカインに対抗心を持つ。理心流の使い手。後に過去に廃れてしまった「正伝理心流」を自力で編み出す。
理心流
己の内的な気の充実を図り、それを技の切れに繋げることを要諦としている剣術流派。劣る力や体力を精神力と技法でカバーする。倭刀を得意とする。
ザルツ
王国騎士の同僚。22歳。クローヴィス達に敵愾心を持つが、基本的に正義感が強い。不甲斐なさそうなクローヴィスをあまり良く思っておらず、カインとは口論が絶えない。アヤとコンビを組む事が多いが、彼女にあしらわれることも多い。薨神館流の使い手。
薨神館流
己の肉体を極限まで高め、昇華することを目的としている剣術流派。修練を積めば多数の外敵を一人で食い止め仲間を守る力を持つが術は一切使えない。剣術流派ではあるが槍や斧も得意とする。

### 名も無き島
イノージェン
名もない島に住むクロービスの幼馴染の少女。彼より少し年上で、面倒を見てくれた。病気の母親の介護をしている。サミルを尊敬している。ある用事でクローヴィスの家を訪ねる。幼いころに島を出て行った、ライザーを日々気にかけている。
サミル
クローヴィスの父親で、村で唯一の医者。53歳。『LostMemory』と書かれたピアノ譜を遺して、原因不明の病死。温厚で物静かな性格。治療費を一切取らず、長年村の人々を診察していたが、何故そこで暮らしていたかは不明。
ブロム
サミルの助手。高齢に見えるが、実年齢は30代後半。過去エルバール王国に住んでいたが、サミルと共に世捨て人の村に隠れ住むようになった。無愛想な為に気味悪いと思われがち。サミルを尊敬しており、彼には従順。直接的には表さないが、クローヴィスを実子のように可愛がっている。
ライザー
エルバール王国への旅から、名もなき島に戻ろうとするサミルを護衛する剣士。蒼月流の剣技を使う。名もなき島の出身。護衛の任務と同時に自身の里帰りも兼ねる筈だった。

### エルバール王国

#### 王宮
フロリア
エルバール王国の王女。20年前から実質的に女王として、王国の繁栄を支えて続けてきた。カリスマ的な人気を誇り、剣士団にもカインのように、彼女のために戦いたいと思う者が多い。領民を思いやる優しい性格。幼い頃に両親を亡くした上に友人もおらず、時折寂しげな表情を見せる。
ユノ
フロリアに仕える護衛剣士。薨神館流最強の使い手で、王国剣士の中でも団長パーシバルに引けをとらない実力者。
ケルナー
エルバールの護国卿。武道会の猛襲盗賊の襲撃の隙に暗殺された。
シェリー
エルバール王宮の侍女。執務室に勤めていて、アヤとは仲のよい友人である。

#### 王国剣士団
パーシバル
エルバール王国の剣士団長であり随一の戦士。言葉遣いは粗いが、正義感が強く、礼節や信義を重んじ、部下や弱者への思いやりも深い。爽やかな外見から、王宮の女性からの人気が高い。蒼月流の使い手だが、他流儀にも精通している。
オシニス
エルバール王国の副剣士団長。理心流の使い手。団長と好対照で、気さくで男気がある。相棒の「闘犬ランバー」とともに戦闘をこなす。
ランド
剣士団の一人。主に団員採用担当などの事務を執り行っている。蒼月流の使い手。
ゼッペル
剣士団の一人。薨神館流の師範代格だが、鍛錬を怠っていることからザルツに反感を抱かれている。
ブルータス
薨神館流の師範代。
ハヤテ
理心流の師範代。
トレノ
蒼月流の師範代。
ギュンテ
薨神館流の剣士。エルザの町出身の王国剣士だった男。共同墓地には彼の「幽霊」が出るといわれている。

#### 神官
エスマニエル
若手の神官。治療術を教えている。エリート意識があって、神経質かつイヤミな性格で誤解を受けやすいが、国のことを想う熱血漢。王宮内部での神官の仕事のあり方を巡って、上司である、副司祭のアヴァイと対立していて、ぶつぶつ文句言っていることが多い。読書家で治療術の研究にも熱心。神官の職に対するこだわりが強いく、のりの悪い性格。からかうと怒られる。
ロットー
エスマニエルの同僚。アヴァイと対立しているエスマニエルのことをよく気にかけている。
アヴァイ
副司祭の地位にある神官。
レイナック
エルバールの司祭で、大臣も勤めている。幼少のころよりフロリアに仕えていた。

#### エルバール北大陸
モルダナ
元はフロリアの乳母にて、育ての親。退職した今では故郷のローランで暮らしている。
ゼン
ローランで診療所を経営している老人。
レフィン
アヤの実家であるヴォールグ家の執事。ヴォールグ家の右腕と称されるほどの切れ者。
シノ
アヤの幼馴染。
ジーク
アヤの幼馴染で、一介の漁師。海の男としての誇りを持っている。剣士団を信用していない。
リ・メルファ
エルバール地方では、最高の風水術士。クローウィズに風水術の手ほどきをしてくれることもある。楽譜のことを何か知っている様子。
ニールセン
クロンファンラの常駐剣士。
ガルシア
猛襲盗賊の頭目。王国と組むことによって組織の勢力を延ばそうとしたが裏切られ、ユノに粛清された。

#### エルバール南大陸
ニーナ／リーネ
山越えを控えた旅人の休憩地として作られた集落、トスティンにて姉妹で宿屋を経営している。
ロザリンド
ウィローの母親。カナの村に住んでいる。元はサクリフィアの巫女。
デール
ハース鉱山の統括者で、ウィローの父親。元は国の大臣だったらしい。
ロイ
カナの村に住む青年。ハース鉱山に出稼ぎに言って以来帰ってこないため心配されている。
テロス
ハース鉱山に出稼ぎに行っている老いた鉱夫。
シェルノ
「夢見る人の塔」に住む心理学者。

### アサシン
ラッセルグレイ
執務宮にいる謎の考古学者。過去にサミルを追っていたが、その真意は不明。
ブレイドマスター
闇道理心流の使い手（理心流が持つ技の鋭さを完全な殺人剣技に昇華させた剣術）。
マン・イン・ダーク
蒼いマントを着た剣士。流派は不明。
ヘル・ビースト
暗器使い。
アルメイダ
風水術士。
イシュトラ
デールに成り代わって、ハース鉱山を裏で動かしていた男。風水術士。

### ファロナ諸島／風凪の谷
エルミ
神話詠みと言われる歴史書作家。職業柄、サクリフィアの人とも面識があり、たびたびクローウィズたちに助言してくれる。
アレクス
元は海賊だが、仲間を裏切ってエルミを助けるのを手伝った。芯のある強さを持っている。
リ・マーファ
アルメイダの母親で、ファルミアの侍女。風凪の里出身の風水術士で、紋章が体にある。ファルミアの身代わりになって殺された。
ファルミア
20年前、風凪の谷で亡くなったとされる、フロリアの母親。『Lost Memory』の作曲者。

### サクリフィア／ムーンシェイ
リータ
サクリフィアの巫女で、ウィローの従姉妹に当たる。弓と戦闘舞踊、高位の治療術の使い手。
プルート／エア／シャーリン／ボッシュ
ムーンシェイにて第四封印を守る守護者たち。風水術や治療術においてもかなりの使い手である。

### 竜
「聖戦竜」は5匹存在し、伝説の地クリスタルミアに住んでいる。
飛竜（神竜）エル・バール
エルバール王国の由来となった竜で、「神威」のドラゴン。人知を超える力をもち、中立の裁きを与える存在として、300年前サクリフィアを滅ぼした。
地竜セントハース
300年前に古代サクリフィアを滅ぼした竜の一角。ハース鉱山の名の由来となった大地の竜。慈悲の心を持っており、たびたびクローウィズたちを導く。
海竜ロコ
300年前に古代サクリフィアを滅ぼした竜の一角。聖戦竜の中で一番美しいと言われ、エルバールの北と南をつなぐ橋の名の由来となった。ハース鉱山が垂れ流す「ナイト鉱石」の廃液を止めるため、ハース渓谷に潜んでいた。
ナイト輝石
ハース鉱山で採掘される黒い鉱石。鉄や銅よりも丈夫で優れた武器や防具を作ることができるが、その精錬の過程で猛毒で催畸性のある廃液を生成してしまう。そのためハース鉱山周辺では畸形となった生物が生息していた。サクリフィアでは「死彩」に描かれ、文明の滅ぶ要因となったことを表している。
炎竜レイヴァー
人間に対する憎しみを宿したドラゴン。ハース城にて、クローウィズたちを襲撃した。
仙竜シスカ・プリシカ
聖戦竜の中で唯一、戦闘イベントがなく、作中では名前も明かされない。
シルファリオ
終盤エル・バールの指示で、クローウィズたちに協力することになる竜。

## 評価
本作は翌1998年に公開された『Creatures〜生きとし生けるもの達へ』とともに、「Windows版ツクール製RPGの黎明期における代表作のひとつ」とされている。シナリオやオリジナルの音楽が評価されており、多くのユーザーから評価されたヒット作とされる。
『遊べるゲーム フリー＆シェアソフト厳選160』（成美堂出版）では、「プレイヤーをぐいぐいとひきこんでいくストーリー性の高さが売り」のゲームとして紹介されている。
RPGツクール製のゲームを有償で公開した例は珍しいとされ、『自作ゲーム大年表』においても「RPGツクール作品でシェアウェア販売された最初期のゲーム」とされている。共同通信の記事（2000年2月）によると約六千人が購入したという。